# Ait Blal
Ait Blal (franska: Ait Blal (CR), Ait Blal (Commune Rurale), arabiska: تبانت) är en kommun i Marocko.   Den ligger i provinsen Azilal och regionen Béni Mellal-Khénifra, i den nordöstra delen av landet, 260 km söder om huvudstaden Rabat. Antalet invånare är 6 740.